# Alfred Duncan
Alfred Duncan (10 tháng 3 năm 1993) là cầu thủ bóng đá chơi ở vị trí tiền vệ người Ghana, thi đấu cho câu lạc bộ tại Serie A là Fiorentina.

## Thống kê

### Câu lạc bộ
| Câu lạc bộ          | Giải đấu            | Mùa giải            | Giải đấu | Giải đấu | Cúp quốc gia1 | Cúp quốc gia1 | châu Âu2 | châu Âu2 | Khác3 | Khác3 | Tổng cộng | Tổng cộng |
| Câu lạc bộ          | Giải đấu            | Mùa giải            | Trận     | Bàn      | Trận          | Bàn           | Trận     | Bàn      | Trận  | Bàn   | Trận      | Bàn       |
| ------------------- | ------------------- | ------------------- | -------- | -------- | ------------- | ------------- | -------- | -------- | ----- | ----- | --------- | --------- |
| Internazionale      | Serie A             | 2012–13             | 3        | 0        | 0             | 0             | –        | –        | –     | –     | 3         | 0         |
| Livorno (cho mượn)  | Serie B             | 2012–13             | 19       | 1        | 1             | 0             | –        | –        | 4     | 1     | 24        | 2         |
| Livorno (cho mượn)  | Serie A             | 2013–14             | 32       | 0        | 0             | 0             | –        | –        | -     | -     | 32        | 0         |
| Sampdoria           | Serie A             | 2014–15             | 26       | 1        | 1             | 0             | -        | -        | -     | -     | 26        | 1         |
| Sassuolo            | Serie A             | 2015–16             | 33       | 1        | 2             | 0             | -        | -        |       |       | 35        | 1         |
| Sassuolo            | Serie A             | 2016–17             | 21       | 1        | 1             | 0             | 5        | 0        |       |       | 27        | 1         |
| Sassuolo            | Serie A             | 2017–18             | 26       | 0        | 0             | 0             | -        | -        | -     | -     | 26        | 0         |
| Sassuolo            | Serie A             | 2018–19             | 19       | 4        | 2             | 1             | -        | -        | -     | -     | 21        | 5         |
| Tổng cộng sự nghiệp | Tổng cộng sự nghiệp | Tổng cộng sự nghiệp | 179      | 8        | 7             | 1             | 5        | 0        | 4     | 1     | 195       | 10        |

1Bao gồm Coppa Italia.
2Bao gồm UEFA Cup và UEFA Champions League.
3Bao gồm Siêu cúp bóng đá Ý và play-off Serie B.

### Đội tuyển quốc gia
| Ghana | Ghana | Ghana |
| Năm   | Trận  | Bàn   |
| ----- | ----- | ----- |
| 2012  | 4     | 0     |
| 2015  | 5     | 0     |
| 2017  | 1     | 0     |

## Danh hiệu
Inter Primavera
- NextGen series (1): 2011–12
- League Champion (1): 2011–12